# كوكس غرين (باركشير)
كس غرين (باركشير) (بالإنجليزية: Cox Green, Berkshire)‏ هي قرية وأبرشية مدنية تقع في المملكة المتحدة في إنجلترا.  يقدر عدد سكانها بـ 7,203 نسمة.